# هيكتور روبلس
هيكتور روبلس (بالإسبانية: Héctor Robles)‏ (7 سبتمبر 1971 بسانتياغو في تشيلي - ) هو مدرب كرة قدم ولاعب كرة قدم تشيلي في مركز الدفاع. لعب مع نادي بالستينو.

## وصلات خارجية
- هيكتور روبلس على موقع قاعدة بيانات كرة القدم.إي يو (الإنجليزية)
- هيكتور روبلس على موقع ناشيونال فوتبول تيمز (الإنجليزية)
- هيكتور روبلس على موقع Soccerway.com (الإنجليزية)
- هيكتور روبلس على موقع عالم كرة القدم.نت (الإنجليزية)